# Palazzo dei Vescovi a San Miniato al Monte
Le Palazzo dei Vescovi a San Miniato al Monte (Palais des Evêques de San Miniato al Monte) est un édifice médiéval de Florence, situé juste à proximité de l'église San Miniato al Monte d'où il tire son nom. C'était une résidence d'été des évêques de Florence, construite, à ses frais, par Andrea dei Mozzi, évêque de Florence, mentionné par Dante dans le chant XV de l'Enfer.

## Histoire et description
En 1320, la construction a été achevée par l'évêque Antonio d'Orso et plus tard un autre évêque florentin Angelo Ricasoli a fait quelques ajouts.
Le palais a des merlons fortifiés et des fenêtres à meneaux pointues, sur lesquels on peut voir les armes en pierre de l'Église, d'Andrea dei Mozzi, d'Antonio d'Orso, des habitants de Florence et d'Angelo Ricasoli.
En 1574, le bâtiment a été annexé au monastère bénédictin, en 1553, il a été réduit à une caserne pour les troupes espagnoles au service de Cosme Ier de Toscane et a subi de nombreux dommages et transformations. De 1630 à 1633, il fut fortement endommagé lorsqu'il fut utilisé comme hôpital pour les pestiférés.
Il subit de nouvelles divisions, réalisées par les jésuites entre 1703 et 1774. Dans les années 1903-1922, il a été restauré par l'architecte Enrico Au-Capitaine qui a mis en lumière les fresques de la salle.